# 清泉乡 (酉阳县)
清泉乡，是中华人民共和国重庆市酉阳土家族苗族自治县下辖的一个乡镇级行政单位。

## 行政区划
清泉乡下辖以下地区：
清溪村、响水村、池水村和茶溪村。